# Oxytropis ervicarpa
Oxytropis ervicarpa là một loài thực vật có hoa trong họ Đậu. Loài này được Vved. ex Filim. miêu tả khoa học đầu tiên.